# St. Elmo (Illinois)
St. Elmo és una població dels Estats Units a l'estat d'Illinois. Segons el cens del 2000 tenia 1.456 habitants.

## Demografia
Segons el cens del 2000, St. Elmo tenia 1.456 habitants, 564 habitatges, i 394 famílies. La densitat de població era de 585,6 habitants/km².
Dels 564 habitatges en un 35,1% hi vivien nens de menys de 18 anys, en un 54,1% hi vivien parelles casades, en un 11,9% dones solteres, i en un 30% no eren unitats familiars. En el 28% dels habitatges hi vivien persones soles el 16,3% de les quals corresponia a persones de 65 anys o més que vivien soles. El nombre mitjà de persones vivint en cada habitatge era de 2,49 i el nombre mitjà de persones que vivien en cada família era de 3,01.
Per edats la població es repartia de la següent manera: un 27,4% tenia menys de 18 anys, un 6,8% entre 18 i 24, un 26,4% entre 25 i 44, un 19,2% de 45 a 60 i un 20,3% 65 anys o més.
L'edat mediana era de 37 anys. Per cada 100 dones de 18 o més anys hi havia 87,4 homes.
La renda mediana per habitatge era de 30.750 $ i la renda mediana per família de 36.544 $. Els homes tenien una renda mediana de 29.250 $ mentre que les dones 21.250 $. La renda per capita de la població era de 14.048 $. Aproximadament el 12,1% de les famílies i el 12,7% de la població estaven per davall del llindar de pobresa.

## Poblacions més properes
El següent diagrama mostra les poblacions més properes.